# 特雷·拉德爾
特雷·拉德爾（英語：Trey Radel；1976年4月20日—）是美国的一位政治人物。在2013年至2014年，他是佛罗里达州第19選舉區選出的聯邦眾議員。他的黨籍是共和黨。他曾是一位主播、廣播節目主持人和商人。